# Adam Granduciel
Adam Granduciel, pseudonimo di Adam Granofsky (Dover, 15 febbraio 1979), è un cantautore, chitarrista e produttore discografico statunitense, frontman del gruppo musicale The War on Drugs.

## Biografia
Nato a Dover, inizia a mostrare interesse per la pittura e la fotografia, frequentando il Dickinson College, per poi concentrarsi sulla musica, intraprendendo la carriera di chitarrista e cantante con la band indie rock The War on Drugs, con la quale ha inciso in studio 4 album.
Dal 2014 al 2021 ha avuto una relazione con l'attrice Krysten Ritter, dalla quale ha avuto un figlio, Bruce Julian Knight, nato il 29 luglio 2019.

## Discografia

### Con i The War on Drugs

#### Album in studio
- 2008 – Wagonwheel Blues
- 2011 – Slave Ambient
- 2014 – Lost in the Dream
- 2017 – A Deeper Understanding

#### EP
- 2008 – Barrel of Batteries
- 2011 – Future Weather